# Frankie Jonas
Frankie Jonas, né le 28 septembre 2000 à Wyckoff dans le New Jersey, est un auteur-compositeur-interprète, musicien et acteur américain. Il est le dernier des frères Jonas, bien qu'il ne fasse pas partie officiellement des Jonas Brothers. Il a eu un rôle récurrent dans la série télévisée Jonas L.A. avec ses trois frères aînés. Frankie a prêté sa voix à Sosuke en version américaine dans le film d'animation japonais Ponyo sur la falaise avec Noah Cyrus.

## Biographie
Né dans le New Jersey, Frankie Jonas a passé son enfance à Westlake (Texas). Il est le benjamin de Paul Kevin Jonas Sr. (né le 13 février 1965), un ancien pasteur, et Denise Jonas (née Miller, le 12 juillet 1966). Il a trois frères aînés : Paul Kevin Jr., Joseph Adam et Nicholas Jerry. Enfant, il vit dans l'ombre de ses frères qui sont mondialement connus avec leur groupe Jonas Brothers. Ses frères le surnomment alors « Bonus Jonas », mais décident d'arrêter de lui donner ce surnom lorsque Frankie leur explique se sentir « blessé ».
En 2019, il ressort diplômé de l'école technique Blackbird Academy de Nashville avec une licence en Ingénieur du son. En 2020, il prend des cours d'astrophysique à l'université Columbia.
En mars 2021, il révèle se battre contre ses dépendances à l'alcool et à la drogue, puis explique avoir déjà eu des pensées suicidaires.

## Carrière
En 2009, Frankie a prêté sa voix à un film d'animation japonais Ponyo sur la falaise qui est sorti dans les salles américaines le 14 août 2009. Il a joué Sosuke, un personnage qui se lie d'amitié avec la jeune Ponyo (Noah Cyrus) qui veut devenir une fille humaine. Ils ont également tous deux chanté la chanson thème du film.
De 2009 à 2010, il tient un rôle récurrent dans la série Disney Channel Original Jonas L. A. avec ses trois frères aînés qui lui a valu le prix de la « star masculine de l'année » lors des Teen Choice Awards de 2009.
Il apparaît dans le Disney Channel Original Movie Camp Rock 2 : Le Face à face aux côtés de ses frères aînés les Jonas Brothers en tant que Trevor Kendall, un jeune membre de Camp Rock.
En juin 2017, Jonas a publié son premier morceau sur SoundCloud intitulé "Shanghai Noon". Moins d'un an plus tard, il a mis en ligne "Appa" sur la même plateforme.
En janvier 2019, il a produit la chanson "Too Young" d'Alli Haber. Jonas comptait 1,9 million de followers sur TikTok en juillet 2022.
Le 31 mars 2021, il a été annoncé que Jonas avait signé avec UTA, l'agence qui représente ses trois frères et sœurs aînés. Il co-anime l'émission Claim to Fame d'ABC avec son frère Kevin Jonas depuis le 11 juillet 2022.
En février 2023, Jonas a sorti son premier single "Cocaine". Il a enchaîné avec son deuxième single, "Hoboken" le 26 avril 2023. Jonas a fait ses débuts en live au Stagecoach Festival le 29 avril 2023. Il a sorti son premier EP, "Sewer Rat", le 21 juin. L'EP comprenait "Cocaine" et "Hoboken" ainsi que trois nouvelles chansons.

## Discographie

### EP
- 2023 : Sewer Rat

### Singles
- 2009 : Ponyo On The Cliff By The Sea avec Noah Cyrus
- 2023 : Cocaïne
- 2023 : Hoboken
- 2023 : Grop
- 2023 : New Girl
- 2023 : Cherub

## Filmographie
| Année        | Télévision                       | Rôle           |
| ------------ | -------------------------------- | -------------- |
| 2010         | Jonas L. A.                      | lui-même       |
| 2008-présent | Jonas Brothers: Living the Dream | Lui-même       |
| Année        | Film                             | Rôle           |
| 2008         | Ponyo sur la falaise             | Sosuke         |
| 2010         | Camp Rock 2 : Le Face à face     | Trevor Kendall |